# Гора «Теремець»
Гора́ «Тереме́ць» — геологічна пам'ятка природи місцевого значення в Україні. Розташована в межах Кам'янець-Подільського району Хмельницької області, на схід від села Колодіївка. 
Площа 2,5 га. Статус надано згідно з рішенням облвиконкому від 4.09.1982 року № 278. Перебуває у віданні: ДП «Староушицький». 
Статус надано з метою збереження геологічно-ботанічного природного комплексу на пагорбі за назвою «Теремець». Гора та її схили — унікальний зразок вивітрювання гірських порід тортонського ярусу неогенової системи. Багата флора і фауна. Тут зростають: горицвіт весняний, первоцвіт весняний, чебрець подільський, ковила пірчаста, анемона лісова, цибуля подільська, цмин пісковий тощо. З птахів і комах трапляються: горихвістка звичайна, боривітер звичайний, махаон, жук-рогач, павичеве око денне, бджола-тесляр. 
Гора «Теремець» входить до складу національного природного парку «Подільські Товтри».

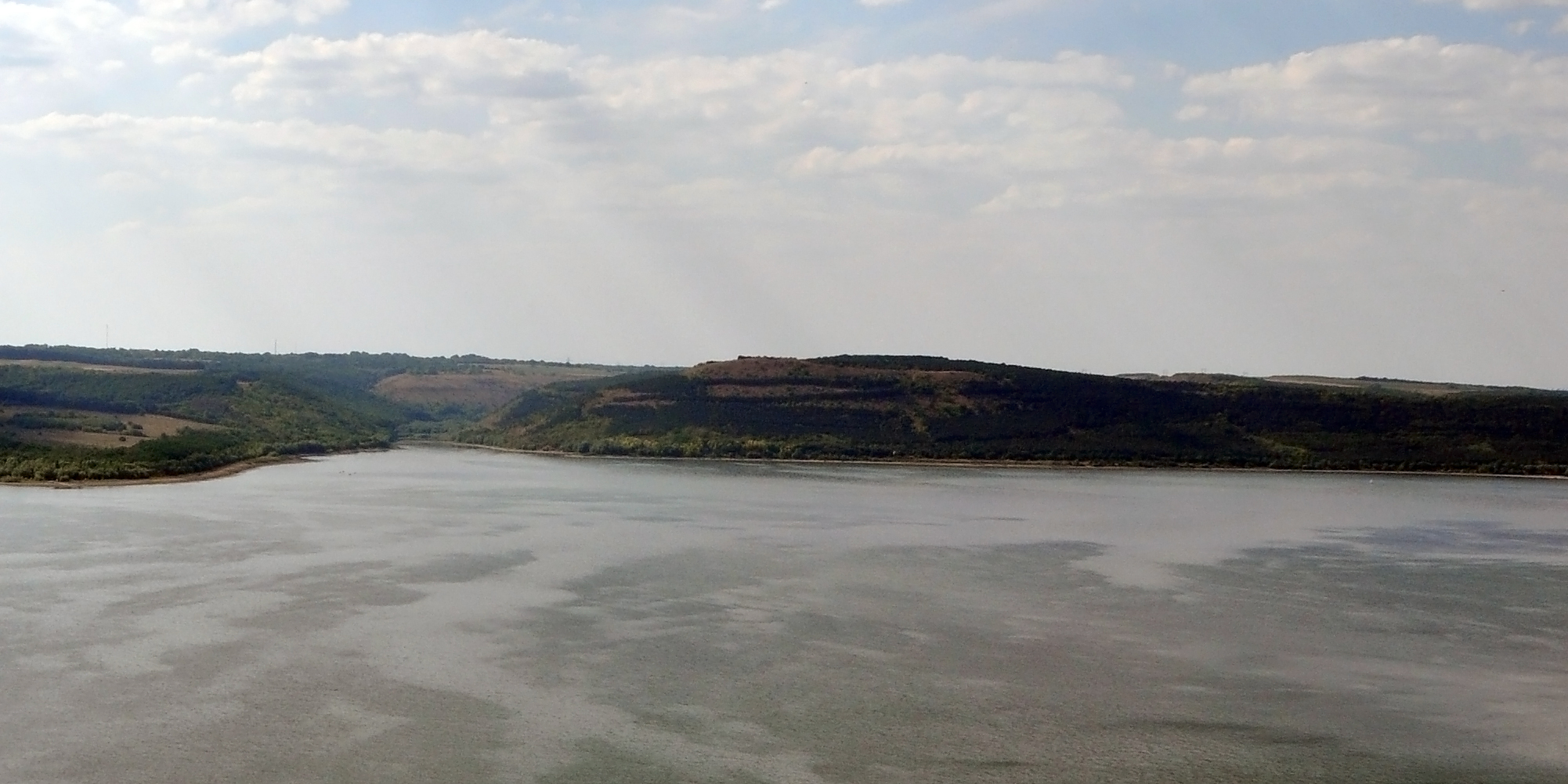
Гора «Теремець», Кам'янець-Подільський район, між селами Колодієвка і Теремці